# Дубасьно
Дубасьно (пол. Dubaśno) — село в Польщі, у гміні Новий Двур Сокульського повіту Підляського воєводства.
Населення — 216 осіб (2011).
У 1975-1998 роках село належало до Білостоцького воєводства.

## Демографія
Демографічна структура станом на 31 березня 2011 року:
|          | Загалом | Допрацездатний вік | Працездатний вік | Постпрацездатний вік |
| -------- | ------- | ------------------ | ---------------- | -------------------- |
| Чоловіки | 105     | 15                 | 75               | 15                   |
| Жінки    | 111     | 23                 | 58               | 30                   |
| Разом    | 216     | 38                 | 133              | 45                   |